# Ferrer Ferran
Fernando Ferrer Martínez, beter bekend onder het pseudoniem Ferrer Ferran (Valencia, 1966), is een hedendaags Spaans componist, muziekpedagoog, dirigent, pianist en slagwerker.

## Levensloop
Ferrer Ferran had al op 15-jarige leeftijd de diploma's voor piano, kamermuziek en slagwerk. Hij studeerde niet uitsluitend in Spanje, maar ook aan de Royal College of Music in Londen, waar hij directie van harmonieorkesten alsook compositie studeerde, en aan de Universidad de Verano de Esztergom in Hongarije, waar hij muziekpedagogiek en koordirectie studeerde. Tegenwoordig doceert hij aan het Conservatorio Profesional de Música "José Iturbi" te Valencia in de vakken compositie en orkestbegeleiding en aan het Conservatorio Superior de Música de Valencia. Hij is hoofd van de afdeling compositie aan het Conservatorio Superior de Música de Castelló.
Hij is chef-dirigent van de Banda Primitiva de Paiporta, van de Juventud Musical de Quart de les Valls en van de Banda de la Asociación Cultural "Allegro". Verder is hij dirigent van de Banda del Conservatorio Profesional de Música de Valencia. Hij is lid van de Asociación de Compositores Sinfónicos Valencianos (COSICOVA) en van de World Association for Symphonic Bands and Ensembles (WASBE).
Voor zijn composities kreeg hij talrijke prijzen en onderscheidingen, zoals Juventudes Musicales de España, 3º Premio en el “XXI Concurso Internacional de Composición para Banda en Corciano, ITALIA”, de 2º Premio del Premio Ciutat de Algemesí in 1999. Verschillende van zijn werken zijn op wedstrijden in de hele wereld verplicht gesteld.
Hij werkte als solopianist in heel Spanje en ook als begeleider waarbij hij grote international bekende solisten begeleidde. Hij werkt ook met een aantal Spaanse symfonieorkesten.

## Composities

### Werken voor orkest
- 2000 - Saxiland, voor saxofoonkwartet en orkest

### Werken voor banda (harmonieorkest)
- 1994 - C.I.M., paso-doble
- 1995 - Bassi, la Marioneta, voor tuba solo en banda (harmonieorkest)
- 1995 - El Pequeño Rugier, cuento musical voor spreker en banda (harmonieorkest)
- 1995 - Hommenaje a Veo Veo
- 1995 - Ole Toronto, paso-doble
- 1996 - Al Centenario, paso-doble
- 1996 - La Sombra del Cruzado, symfonisch gedicht
- 1996 - Sentimentale
- 1996 - Youth Funky, suite
- 1997 - Canto a UNICEF
- 1997 - Concierto del Simun, voor altsaxofoon en banda (harmonieorkest)
  1. El Baile de las Dunas
  2. Danza de los Tuareg
- 1997 - La Ciudad Sumergida, symfonisch gedicht
- 1998 - Bravo Mestre, paso-doble
- 1998 - Côte d’Or, suite
  1. Dijon
  2. La Bourgogne, l’art et le plaisir de vivre
  3. Chalon dans la rue
- 1998 - La Inmortal, symfonisch gedicht
- 1999 - Aljama, voor dolçaina en banda (harmonieorkest)
  1. Batalla del Sucro
  2. Dansa dels Conqueridors
- 1999 - Mar i Bel, Fantasía Española
- 1999 - Symphony nº 1 «Tormenta del Desierto»
  1. La Invasión de Kuwait
  2. El Toque de Queda
  3. Avance de las Tropas Aliadas
  4. La Guerra de Basora
- 2000 - Comic ouverture
- 2000 - Algemiz, Dos Episodios históricos
  1. Batalla del Sucro
  2. Dansa dels Conqueridors
- 2000 - Musica y Pueblo, paso-doble di concierto
- 2001 - Ceremonial, Suite Sinfónica
  1. Entrada
  2. Marcha
  3. Danza y Final
- 2001 - Hydra concerto, voor trompet en banda (harmonieorkest)
  1. Heracles & Yolao
  2. The Monster’s Dream
  3. The Hydra
- 2001 - Baghira, Sonatina voor altsaxofoon en banda (harmonieorkest)
  1. Allegro Moderato
  2. Adagio (Canción de Cuna)
  3. Allegro Vivo
- 2002 - La Passio de Crist - Sinfonía no. 2
  1. Nacimiento. Sacrificio de los Inocentes. Bautismo
  2. Las Tres Tentaciones
  3. Llegada al Templo. La Santa Cena. Captura. Juicio. Crucifixión. Esperanza
- 2002 - El Bosque magico, concert voor hobo en banda (harmonieorkest)
  1. Los Elfos
  2. Las Hadas
  3. Los Gnomos
- 2002 - Miticaventura, Suite Sinfónica
  1. Iberia
    1. Vive la Aventura
    2. El Barco de “Barbarroja”
    3. “Al Abordaje”
    4. Fiesta Mora

  2. Grecia
    1. Zeus, padre de Dioses
    2. Afrodita, Diosa del Deseo

  3. Roma
    1. El Circo Romano
    2. Gladiadores a la Arena
    3. Presentación de Gladiadores. “Ave Cesar, morituri te salutant”
    4. El Duelo Mortal
    5. ¿Vida o Muerte, César?
    6. El Circo Romano muere...

  4. Egipto
    1. La Construcción de las Pirámides
    2. El Maleficio
    3. Danza Egipcia
    4. Despertar de la Momia
    5. “Vive la Aventura”
- 2002 - Eolo, el rey, voor trompet en banda (harmonieorkest)
- 2002 - Consuelo Císcar, paso-doble di concierto
- 2003 - En un lugar de la Mancha, Suite Española
  1. Cervantes
  2. Sancho Panza
  3. Don Quijote y Dulcinea del Toboso
  4. Rocinante
- 2003 - Don Victor, paso-doble de concierto
- 2003 - Luces y sombras, symfonisch gedicht
- 2003 - Euterpe (La Musa de la Música), concertino voor fluit en banda (harmonieorkest)
  1. "La muy placentera"
  2. "La de agradable genio"
  3. "La de buen ánimo"
- 2004 - Echo de la Montagne - Sinfonietta no. 1
  1. La Legende
  2. La Belle Nature
  3. La Fôret Fantastique
- 2004 - El Quijote, Fantasía Sinfónica voor spreker en banda (harmonieorkest)
- 2004 - Els pecats Capitals, Suite Sinfónica
  1. Avaricia. Envidia
  2. Pereza. Lujuria
  3. Soberbia. Gula. Ira
- 2004 - Gjallahorn, concert voor trompet en banda (harmonieorkest)
  1. Gjallarhorn ("El cuerno que suena")
  2. Heimdall
  3. Odin
- 2004 - La Rodana, Pasacalle Español
- 2004 - L'Amistat, paso-doble
- 2004 - Toyland Suite
  1. Muñecos y Marionetas
  2. La Casita de Muñecas
  3. El Tren
  4. El Soldadito de Plomo
- 2005 - El Rugir del Kimbo - Sinfonietta no. 2
  1. Jambo[1]
  2. La Montaña Sagrada[2]
  3. Ruwa, el Dios del Kilimanjaro[3]
- 2005 - Jovintud, fantasie voor tenorsaxofoon en banda (harmonieorkest)
- 2005 - Tio Alberola, Spaanse ouverture
- 2005 - Sanlucar de Barrameda, paso-doble di concierto
- 2005 - Südwind Ouverture
- 2005 - El Ingenioso Hidalgo, 3 Episodios Sinfónicos
  1. De Alonso Quijano a Don Quijote de la Mancha
  2. El Encantamiento de Dulcinea
  3. Historias de Caballería
- 2005 - Redsaxman, fantasie voor altsaxofoon en banda (harmonieorkest)
- 2005 - El caracol MiFaSol, muzikal gedicht voor banda (harmonieorkest) en kinderkoor
- 2006 - Maestro Lino, Rapsodia Española (opgedragen aan Lino Blanchod, directeur van het Instituto Musical d’Aosta)
- 2006 - Juana de Arco, Poema Medieval
- 2006 - Suite sincronica, Rapsodia Española
  1. El Somni Compartit
  2. Elegía
  3. Cap al Centenari
- 2006 - Pontones, paso-doble di concierto
- 2006 - 3ª Sinfonía "El Gaudír del Geni"
  1. Gaudí
  2. Parque Güell
  3. La Sagrada Familia
- Còte d'Or, voor harmonieorkest 
  1. Dijon
  2. La Bourgogne
  3. Chalon dans la rues
- El Coloso - Sinfonía nº 4, voor harmonieorkest  
  1. Oscuridad
  2. Duerme
  3. La Huida
  4. El Gigante

### Werken voor koor
- 1994 - In Sui Memoriam, voor gemengd koor

### Vocale muziek
- 1998 - La Flor llego ya, voor sopraan, tenor of bariton en piano
- 1999 - Albertianas, tien liederen voor sopraan, tenor en piano
- 2000 - La Flor de la Felicidad, voor sopraan (of tenor) en piano
- 2000 - Que dulce Flor, voor sopraan, tenor en piano

### Kamermuziek
- 1995 - Sonata, voor klarinet en piano
  1. Energico y brillante
  2. Emocional
  3. Allegretto Gracioso
- 1995 - Divertimento, voor 15 blaasinstrumenten en slagwerk
- 1995 - Vals Infantil, voor klarinetkwartet
- 1995 - Cancion y Tarantella, voor fluit en piano
- 1996 - Variaciones sobre un tema de Blanquer, voor 2 klarinetten en piano (of 2 sopraansaxofoons en piano)
- 1996 - Sonatina parsax, voor 2 altsaxofoons en piano (of 2 altsaxofoons en 5 slagwerkers)
- 1996 - Tartaglia, voor altsaxofoon en piano
- 2000 - Mars polar lander, vijf schetsen voor trompet en slagwerk
- 2000 - Ofrena a Bach, voor saxofoonkwartet
- 2001 - Chervonil, voor koperkwintet
- 2003 - Sonata del Angel Caído, voor tuba en piano 
  1. Allegro furioso
  2. Larga e cantabile
  3. Allegro vivo
- 2004 - Ter i anta
- 2006 - Tumnus, Preludio y Danza voor fluit en piano

### Werken voor piano
- 1995 - Entreacto No. 1
- 1996 - Dos baladas

### Werken voor gitaar
- 2003 - Homenatge a Tárrega

### Werken voor slagwerkers
- 1995 - Diptico sidereo, voor drie slagwerkers en geluidsband